# Nemeton
La palabra gala nemeton o saulo- designa el santuario, el lugar específico en el que los celtas practicaban el culto, bajo la dirección de los druidas. El equivalente gaélico es Nemed que significa «sagrado». En britónico, se encuentra nyfed y neved en bretón en el sentido de «santuario». Estrabón refiere que el nombre del santuario de los gálatas de Anatolia era Drunemeton (Libro XII.I).

## Localizaciones
Estos lugares sagrados se encuentran en el mundo celta, también en Gran Bretaña, en Hungría, en Alemania, en Suiza, en la República Checa, etc., y evidentemente en Galia, donde la arqueología ha demostrado la riqueza y la abundancia de estos sitios. A título de ejemplo, se puede citar el importante nemeton del bosque de Nevet (palabra que proviene del bretón neved, plural nevedoù, 'santuario', del que proviene el céltico nemeton), en Locronan (departamento de Finisterre) en Bretaña, el recuerdo de cuyos rituales druídicos se perpetua en nuestros días en la forma cristiana de la  Troménie.
En las épocas más antiguas, el culto tenía lugar al aire libre, en lugares consagrados, determinados por los druidas, y no es descabellado pensar que sitios megalíticos fueran «recuperados» con fines religiosos.
Los recintos y las construcciones aparecieron tardíamente, en la primera mitad del siglo III a. C., y fueron utilizados hasta la invasión romana. Por consiguiente, su construcción y su empleo estuvo limitada en el tiempo. Se puede citar a título de ejemplo: Gournay-sur-Aronde en el departamento de Oise y Mirebeau-sur-Bèze en el de la Côte-d'Or, en Francia, Navan Fort en Irlanda del Norte, (capital mítica del reino del Úlster, conocida en la literatura épica con el nombre de Emain Macha, residencia del también mítico rey Conchobar Mac Nessa), Holzgerlingen o Felbach-Schmieden en Alemania, Mšecké Žehrovice y Oppidum Závist en Bohemia, Ludéřov en Moravia. La primera vez que se ha identificado un recinto de este tipo en la península ibérica ha sido en Matabodes (Beja, Portugal).

## Los recintos
Con el término alemán Viereckschanze, los arqueólogos designan un espacio cuadrangular, rodeado de un foso y de un terraplén, rematado con una empalizada de madera. Sin embargo, el uso de este término técnico no está restringido al nemeton, que es únicamente un tipo de Viereckschanze.
El importante sitio de Gournay-sur-Aronde, por ejemplo, es un recinto cuadrado de 40 metros de lado, que consta de un foso de 2 m de profundidad y de una anchura de 2,5 m, cruzado por una entrada situada en la fachada este. Este acceso estaba enfrente de un edificio rectangular.

## El culto
Los sitios que han sido excavados tienen huesos de animales en grandes cantidades, esqueletos humanos y numerosas armas neutralizadas (rotas o retorcidas). Ello revela la práctica de sacrificios. Se tiene constancia de sacrificios de prisioneros de guerra, pero parecen limitados. Los restos humanos pueden ser osarios de guerreros, honrados con una ceremonia.
Se puede suponer que los recintos sirvieron para las prácticas druídicas, como la justicia, la  magia, la adivinación, etc.

## Toponimia
- En Galicia hay varios, desde Monte Neme, a Nemiña, Nemancos o Nemeño. De una raíz indoeuropea *némos "sacrificio, lugar de sacrificio, claro sagrado, culto", de ahí el griego antiguo νέμος (némos) y el latín nemus "madera, bosque (arboleda sagrada)", el sánscrito नमस् (námas) "culto, tributo". Raíz extendida sólo a nemeto- en celta, como en Nendos (La Coruña, Nemitos siglo IX), Nemetobriga (provincia de Orense)

- En Francia : 
  - Uno de los antiguos nombres de Clermont-Ferrand era Augustonemetum.
  - Los de Arras eran Nemetocenna, después Nemetacum Atrebatum, con el sufijo -acum de localización.
  - El nombre de Nanterre refleja directamente la evolución fonética de Nemetoduru(m), dicho de otra manera, «puerta» o «lugar del templo».
  - El nombre de Senantes refleja directamente la evolución fonética de *Senonemeton «antiguo templo» (similar al irlandés sennemed)
  - El nombre de Vernantes refleja directamente la evolución fonética de *Vernemeton «gran santuario». El nombre se encuentra en un texto latino : loco nomine Vernemetis...quod quasi fanum ingens Gallica lingua refert (Venance Fortunat, Siglo VI)
  - Los topónimos del tipo Nonant (cf. Nonant-le-Pin) procedente de *Novionemeton, de noviios, nueve, nuevo, es decir «nuevo santuario».

- en Alemania :
  - Nemeden (Babensham, Landkreis Rosenheim).

- En Gran Bretaña :
  - Hay un nemeton en el topónimo romano Vernemeton (moderno Willoughby-on-the-Wolds, Nottinghamshire :  Es homónimo del topónimo francés Vernantes[2]), en el romano Aquae Arnemetiae (moderno Buxton,  Derbyshire), y en una referencia de 1194 a Nametwihc "Sanctuary-Town", (Nantwich, Cheshire).[3]
  - Medionemeton (Escocia)
  - En Escocia son bastante frecuentes los topónimos de nemetón,[4] como también en Devon, donde aparecen en nombres modernos que contienen Nymet o Nympton, y han sido identificados con el nombre Nemetostatio en la Cosmografía de Rávena (anónimo de Rávena)